# Kaifeng
Kaifeng (开封 ; pinyin : Kāifēng), anciennement connu sous le nom de Bianliang (汴梁 ou 汴樑; pinyin: Biànliáng), Bianjing (汴京 ; pinyin: Biànjīng), Daliang (大梁 ou 大樑 ; pinyin: Dàliáng), ou simplement Liang (梁 ou 樑 ; pinyin: Liáng), est une ville-préfecture de l'est de la province du Henan en Chine. Elle fut capitale impériale sous la dynastie Song du Nord (960-1127).

## Géographie
Kaifeng se trouve au milieu de la province du Henan, la capitale provinciale de Zhengzhou étant à l'ouest. Elle se trouve dans la plaine alluviale du fleuve Jaune à 70 mètres environ au-dessus du niveau de la mer

## Histoire

### Capitale royale
Durant la dynastie Xia, la ville était nommée Laoqiu (老丘) et fut la capitale de la Chine du roi Zhu jusqu'au roi Jiong.
Durant le IIIe siècle av. J.-C., l'État de Wei, l'un des Royaumes combattants, fonda la cité de Daliang et en fit sa capitale. Lorsque le Wei fut conquis par le Qin en -230, Daliang fut inondée, détruite et abandonnée, ne laissant qu'une petite zone urbaine, une place commerciale de faible importance pour la remplacer.
Au début du VIIe siècle, Kaifeng fut transformé en un carrefour commercial majeur par son raccordement au Grand Canal.

### Capitale impériale
Une nouvelle cité appelée Bian (汴) fut construite sous la dynastie Tang et devint capitale durant la période des Cinq Dynasties.
Kaifeng fut capitale impériale sous la dynastie Song du Nord (960-1127), avant leur déplacement vers le sud et le transfert de la capitale à Hangzhou à la suite des avancées de la deuxième dynastie Jin (1115-1234). La « Pagode de Fer », construite en 1049, est le plus grand monument de la ville caractérisant cette période encore intact.

### Communauté juive
La première synagogue mentionnée sur stèle daterait de 1163, sous le nom de Qīngzhēn Sì. Une seconde tablette, de 1512, a été retrouvée dans la synagogue Xuanzhang Daojing Si. Une troisième tablette, de 1663, commémore les deux précédentes inscriptions et la reconstruction de Qīngzhēn Sì.
De fait, la présence d'une communauté juive au début du XVIIe siècle est mentionnée à Kaifeng par des Jésuites, notamment le Père Matteo Ricci qui indique qu'ils sont quelques centaines, que leur apparence physique comme leurs habitudes sont semblables à celle des Han, mais que certaines pratiques religieuses suggèrent une appartenance ou un contact avec une communauté hébraïque. Ces familles qui étaient appelées autrefois les « Ye-Se-Lo-Ni » qui veut dire Israélites, actuellement les « yóu tài rén », parfois aussi « yo se lie rén », littéralement les tribus d'Israël, seraient originaires de la province de Xinjiang, ancien Turkestan oriental, d'où elles seraient arrivées jusqu'au XVe siècle avec des caravanes arabes venant de Bagdad en passant par Samarkand et Boukhara.
Au XIXe siècle les derniers membres de cette communauté juive ou supposée telle avaient migré vers Pékin, Ningbo et Canton, ce serait l'origine de la famille de Sun Yat-sen.

## Démographie
La population de la ville comprend environ 900 000 habitants, tandis que sa juridiction, qui comprend une très grande superficie rurale, est de 4 676 159 habitants en 2010. On y parle le dialecte de Kaifeng du mandarin Zhongyuan.

## Culture et religion
Kaifeng est connue pour abriter l'une des dernières communautés juives de Chine : les fameux Juifs de Kaifeng. Un assez grand pourcentage de la population est de confession musulmane.
La ville possède une cathédrale catholique, la cathédrale du Sacré-Cœur, inscrite au patrimoine culturel de la province.
Kaifeng est réputée pour sa vie nocturne, ses brocantes de nuit, ses restaurants en plein air, et particulièrement pour les spécialités de brochettes épicées cuisinées dans les rues chaque soir.

## Économie
En 2005, le PIB total a été de 40,8 milliards de yuans, et le PIB par habitant de 8 570 yuans.

## Subdivisions administratives
La ville-préfecture de Kaifeng exerce sa juridiction sur dix subdivisions - cinq districts et cinq xian :
- le district de Gulou - 鼓楼区 Gǔlóu Qū ;
- le district de Longting - 龙亭区 Lóngtíng Qū ;
- le district hui de Shunhe - 顺河回族区 Shùnhé Huízú Qū ;
- le district de Yuwangtai - 禹王台区 Yǔwángtái Qū ;
- le district de Jinming - 金明区 Jīnmíng Qū ;
- le xian de Qi - 杞县 Qǐ Xiàn ;
- le xian de Tongxu - 通许县 Tōngxǔ Xiàn ;
- le xian de Weishi - 尉氏县 Wèishì Xiàn ;
- le xian de Kaifeng - 开封县 Kāifēng Xiàn ;
- le xian de Lankao - 兰考县 Lánkǎo Xiàn)

## Climat
La région est de climat continental avec des moussons et des saisons bien distinctes. La température moyenne est de 14 degrés Celsius et les précipitations annuelles de 670mm.

## Personnalités liées
- Su Hanchen (1101-1161), peintre chinois en est originaire
- Tao Song (1944-), peintre chinois y est né

## Honneur
L'astéroïde (35366) Kaifeng porte son nom.